# Trémargat
Trémargat är en kommun i departementet Côtes-d'Armor i regionen Bretagne i nordvästra Frankrike. Kommunen ligger i kantonen Rostrenen som tillhör arrondissementet Guingamp. År 2022 hade Trémargat 182 invånare.

## Befolkningsutveckling
Antalet invånare i kommunen Trémargat
Referens:INSEE